# メルクヴィレール＝ペシェルブロン
メルクヴィレール＝ペシェルブロン （Merkwiller-Pechelbronn）は、フランス、グラン・テスト地域圏、バ＝ラン県のコミューン。コミューンはヴォージュ北部自然公園の一部となっている。

## 地理
メルクヴィレールは自然区分上の地方であるウトル＝フォレ地方に属する。コミューン内をセルツバック川が横切る。

## 歴史

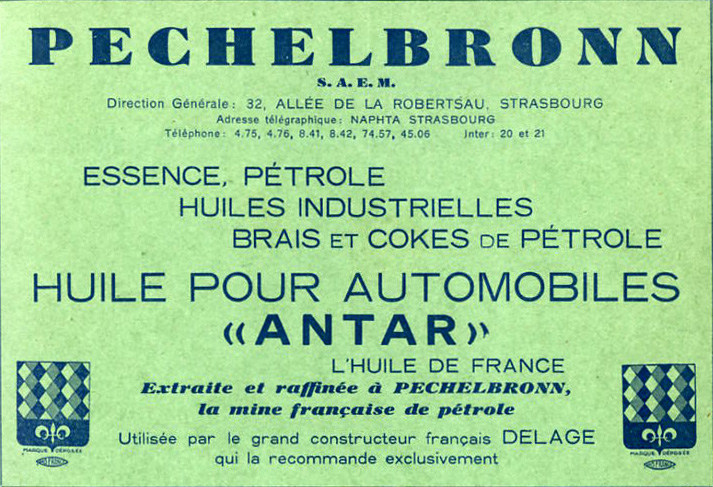
1933年のペシェルブロン油田の広告

ペシェルブロンは、世界で初めてオイルサンドを採掘した油田の1つである。この油田はルイ・ピエール・アンシヨン・ド・サブロニエールが1740年に創業してから、1964年12月31日に閉鎖されるまで続いた。1970年以降、鉱業の遺産を管理しているのはフランス政府である。メルクヴィレールは1888年にクツアンオサンの一部として誕生した。現在のメルクヴィレール＝ペシェルブロンの名は1922年から公式名称となっている。

## 人口統計
| 1962年 | 1968年 | 1975年 | 1982年 | 1990年 | 1999年 | 2008年 |
| ------ | ------ | ------ | ------ | ------ | ------ | ------ |
| 774    | 778    | 772    | 776    | 825    | 828    | 905    |

参照元:INSEE

## 出身者
- ジョセフ・アシル・ル・ベル - 化学者。1893年にデービーメダル受賞